# Hekou (köpinghuvudort i Kina, Hunan Sheng, lat 29,63, long 111,58)
Hekou är en köpinghuvudort i Kina. Den ligger i provinsen Hunan, i den södra delen av landet, omkring 210 kilometer nordväst om provinshuvudstaden Changsha. Antalet invånare är 42 872. Befolkningen består av 21 536 kvinnor och 21 336 män. Barn under 15 år utgör 13,0 %, vuxna 15-64 år 73 %, och äldre över 65 år 12,0 %.
Runt Hekou är det tätbefolkat, med 308 invånare per kvadratkilometer. Närmaste större samhälle är Jiashan, 19,0 km sydväst om Hekou. Trakten runt Hekou består till största delen av jordbruksmark.
Genomsnittlig årsnederbörd är 1 565 millimeter. Den regnigaste månaden är maj, med i genomsnitt 222 mm nederbörd, och den torraste är december, med 22 mm nederbörd.